# Clásico del Portón del Norte
El Clásico del Portón del Norte, conocido también como el Clásico Sanjustino, Clásico de San Justo o Superclásico de Liga Santafesina, es el enfrentamiento emblemático del fútbol argentino que reúne a los dos clubes más destacados de la ciudad de San Justo: el Club Colón y el Club Sanjustino.
A lo largo de la historia, este vibrante encuentro ha atravesado tres etapas fundamentales: la primera durante la era del amateurismo (1913-1933), la segunda en la era profesional (1934-actualidad) y la última dentro del marco del Consejo Federal de AFA a partir de 2007.
Hasta la fecha actual, considerando los datos verificados de torneos oficiales como la Liga Santafesina de Fútbol, Liga Esperancina de Fútbol y la extinta Liga Sanjustina de Fútbol, así como los torneos de la Federación Santafesina de Fútbol y del Consejo Federal de AFA, ambos equipos se han enfrentado en un total de 169 partidos. En estos enfrentamientos, el Club Colón ha salido victorioso en 70 ocasiones, mientras que el Club Sanjustino ha ganado 57 partidos, registrándose 42 empates.
El más reciente choque entre ambos equipos tuvo lugar el 15 de diciembre de 2024, durante la 3ra Ronda del Torneo Regional Federal Amateur - Región Litoral Sur. Disputado en el terreno de juego de Colón, el resultado fue empate por 1 a 1. Este resultado permitió el avance de Colón de San Justo a la 4ta Ronda tras haber eliminado a su rival con un global de 3 a 1.  

## Historia
El primer enfrentamiento entre ambos equipos tuvo lugar el 25 de mayo de 1912. Sin embargo, este encuentro inaugural se vio truncado antes de su conclusión debido a un tumulto, cuando Colón lideraba 1 a 0. A lo largo de los años, se han enfrentado en numerosas ocasiones, pero lamentablemente, el paso del tiempo y la escasa conservación de materiales de esa época dificultan la obtención de un historial preciso.
Es importante destacar que hubo períodos en los que no se disputaron clásicos. Un ejemplo de esto es cuando Sanjustino se afilió a la Liga Verense de Fútbol en la década de 1990, así como cuando Colón y Sanjustino se unieron a ligas diferentes, con Colón afiliándose a la Liga Esperancina y Sanjustino a la Liga Santafesina a finales de 1937.
Un caso curioso fue el periodo de 1935, en el cual ambos equipos se unieron para formar un combinado y participar en el campeonato de la Liga Santafesina. Durante estos lapsos, no se llevaron a cabo enfrentamientos oficiales entre las primeras divisiones de los equipos, aunque sí se disputaron amistosos o partidos en los que participaron los equipos "B" o reservas de cada uno. Dado que estos partidos involucraban a equipos de menor jerarquía, no se consideran en el recuento oficial.

## Historial estadístico
| Competición                  | P.J. | Ganó CAC | P.E. | Ganó CAS | S/D | Goles CAC | Goles CAS |
| ---------------------------- | ---- | -------- | ---- | -------- | --- | --------- | --------- |
| Torneo Regional Federal      | 2    | 1        | 1    | 0        | 0   | 3         | 1         |
| Torneo del interior          | 2    | 0        | 1    | 1        | 0   | 2         | 4         |
| Torneo Federal C             | 4    | 1        | 2    | 1        | 0   | 2         | 2         |
| Subtotal partidos nacionales | 8    | 2        | 4    | 2        | 0   | 7         | 7         |
| Liga Santafesina de Fútbol   | 130  | 50       | 29   | 41       | 10  | 153       | 131       |
| Liga Esperancina de Fútbol   | 22   | 8        | 6    | 8        | 0   | 27        | 26        |
| Liga Sanjustina de Fútbol    | 26   | 9        | 3    | 7        | 7   | 21        | 17        |
| Copa Provincia de Santa Fe   | 2    | 1        | 0    | 1        | 0   | 1         | 1         |
| Subtotal partidos regionales | 180  | 68       | 38   | 56       | 16  | 202       | 173       |
| Total partidos oficiales     | 188  | 70       | 42   | 58       | 16  | 209       | 182       |

(*)  Historial incompleto faltan relevar resultados de partidos entre 1912 hasta 1934, partidos de 1940, 1967 y entre 1981 a 1984.

### Últimos 10 partidos oficiales
| Fecha                    | Torneo               | Estadio                   | Resultado  | Resultado    | Resultado  |
| ------------------------ | -------------------- | ------------------------- | ---------- | ------------ | ---------- |
| 13 de noviembre de 2021  | Campeonato 2021      | Mercedes Alesso de Bieler | Colón      | 1–0          | Sanjustino |
| 19 de mayo de 2022       | Apertura 2022        | Coloso del Oeste          | Sanjustino | 0–2          | Colón      |
| 1 de octubre de 2022     | Clausura 2022        | Mercedes Alesso de Bieler | Colón      | 4–0          | Sanjustino |
| 3 de junio de 2023       | Apertura 2023        | Mercedes Alesso de Bieler | Colón      | 3–2          | Sanjustino |
| 25 de octubre de 2023    | Clausura 2023        | Coloso del Oeste          | Sanjustino | 0–1          | Colón      |
| 4 de mayo de 2024        | Apertura 2024        | Mercedes Alesso de Bieler | Colón      | 0–1          | Sanjustino |
| 21 de septiembre de 2024 | Clausura 2024        | Coloso del Oeste          | Sanjustino | 2-0          | Colón      |
| 13 de noviembre de 2024  | Clausura 2024        | Coloso del Oeste          | Sanjustino | 0-0 (p. 2-4) | Colón      |
| 7 de diciembre de 2024   | Torneo Regional 2024 | Coloso del Oeste          | Sanjustino | 0–2          | Colón      |
| 15 de diciembre de 2024  | Torneo Regional 2024 | Mercedes Alesso de Bieler | Colón      | 1–1          | Sanjustino |

### Todos los partidos

#### Liga Sanjustina de Fútbol
| Fecha                    | Competención            | Local      | Resultado | Visitante  | Ref.   |
| ------------------------ | ----------------------- | ---------- | --------- | ---------- | ------ |
| 1932                     | Campeonato 1932         | Sanjustino | -         | Colón      |        |
| 1932                     | Campeonato 1932         | Colón      | 2-0       | Sanjustino |        |
| 1933                     | Campeonato 1933         | Sanjustino | -         | Colón      |        |
| 1933                     | Campeonato 1933         | Colón      | -         | Sanjustino |        |
| 1934                     | Campeonato 1934         | Sanjustino | -         | Colón      |        |
| 1934                     | Campeonato 1934         | Colón      | -         | Sanjustino |        |
| 28 de abril de 1940      | Torneo Preparación 1940 | Sanjustino | 1-0       | Colón      | [ 1 ]  |
| 1940                     | Campeonato 1940         | Sanjustino | -         | Colón      |        |
| 1940                     | Campeonato 1940         | Colón      | -         | Sanjustino |        |
| 30 de mayo de 1943       | Campeonato 1943         | Sanjustino | 2-1       | Colón      | [ 2 ]  |
| 29 de agosto de 1943     | Campeonato 1943         | Colón      | 2-0       | Sanjustino | [ 3 ]  |
| 7 de noviembre de 1943   | Campeonato 1943         | Sanjustino | 1-0       | Colón      | [ 4 ]  |
| 4 de junio de 1944       | Campeonato 1944         | Colón      | 0-2       | Sanjustino | [ 5 ]  |
| 24 de septiembre de 1944 | Campeonato 1944         | Sanjustino | 1-1       | Colón      | [ 6 ]  |
| 19 de noviembre de 1944  | Campeonato 1944         | Sanjustino | 1-1       | Colón      | [ 7 ]  |
| 26 de noviembre de 1944  | Campeonato 1944         | Colón      | 3-0       | Sanjustino | [ 8 ]  |
| 5 de agosto de 1945      | Campeonato 1945         | Sanjustino | 0-1       | Colón      | [ 9 ]  |
| 30 de septiembre de 1945 | Campeonato 1945         | Colón      | 2-1       | Sanjustino | [ 10 ] |
| 1946                     | Campeonato 1946         | Colon      | 1-2       | Sanjustino |        |
| 1946                     | Campeonato 1946         | Sanjustino | 0-2       | Colón      |        |
| 6 de octubre de 1946     | Campeonato 1946         | Sanjustino | 4-1       | Colón      | [ 11 ] |
| 29 de junio de 1947      | Campeonato 1947         | Colón      | 2-1       | Sanjustino | [ 12 ] |
| 10 de agosto de 1947     | Campeonato 1947         | Sanjustino | 2-0       | Colón      | [ 13 ] |
| 9 de noviembre de 1947   | Campeonato 1947         | Colón      | GP-PP     | Sanjustino | [ 14 ] |
| 28 de marzo de 1971      | Campeonato 1971         | Sanjustino | 0-0       | Colón      |        |
| 25 de abril de 1971      | Campeonato 1971         | Colón      | 2-0       | Sanjustino |        |

Resumén de partidos por la Liga Sanjustina de Fútbol
| Victorias de Colón      | 9  |
| Empates                 | 3  |
| Victorias de Sanjustino | 7  |
| Sin datos               | 7  |
| Total                   | 26 |

#### Liga Esperancina de Fútbol
| Año  | Competención    | Local      | Resultado | Visitante  | Ref.   |
| ---- | --------------- | ---------- | --------- | ---------- | ------ |
| 1939 | Campeonato 1939 | Colón      | 1-0       | Sanjustino | [ 15 ] |
| 1939 | Campeonato 1939 | Sanjustino | 1-0       | Colón      | [ 16 ] |
| 1941 | Campeonato 1941 | Colón      | 2-2       | Sanjustino |        |
| 1941 | Campeonato 1941 | Sanjustino | 0-1       | Colón      |        |
| 1942 | Campeonato 1942 | Colón      | 2-3       | Sanjustino | [ 17 ] |
| 1942 | Campeonato 1942 | Sanjustino | 2-1       | Colón      | [ 18 ] |
| 1948 | Campeonato 1948 | Sanjustino | 2-2       | Colón      | [ 19 ] |
| 1948 | Campeonato 1948 | Colón      | 5-1       | Sanjustino | [ 20 ] |
| 1949 | Campeonato 1949 | Colón      | 1-0       | Sanjustino | [ 21 ] |
| 1949 | Campeonato 1949 | Sanjustino | 3-0       | Colón      | [ 22 ] |
| 1949 | Campeonato 1949 | Sanjustino | 2-0       | Colón      | [ 23 ] |
| 1949 | Campeonato 1949 | Colón      | 0-1       | Sanjustino | [ 24 ] |
| 1950 | Campeonato 1950 | Sanjustino | 1-2       | Colón      | [ 25 ] |
| 1950 | Campeonato 1950 | Colón      | 0-0       | Sanjustino |        |
| 1951 | Campeonato 1951 | Colón      | 1-0       | Sanjustino | [ 26 ] |
| 1951 | Campeonato 1951 | Sanjustino | 0-2       | Colón      | [ 27 ] |
| 1952 | Campeonato 1952 | Sanjustino | 1-1       | Colón      | [ 28 ] |
| 1952 | Campeonato 1952 | Colón      | 2-2       | Sanjustino | [ 29 ] |
| 1953 | Campeonato 1953 | Colón      | 2-0       | Sanjustino | [ 30 ] |
| 1953 | Campeonato 1953 | Sanjustino | 2-1       | Colón      | [ 31 ] |
| 1954 | Campeonato 1954 | Sanjustino | 2-0       | Colón      | [ 32 ] |
| 1954 | Campeonato 1954 | Colón      | 1-1       | Sanjustino | [ 33 ] |

Resumén de partidos por la Liga Esperancina de Fútbol
| Victorias de Colón      | 8  |
| Empates                 | 6  |
| Victorias de Sanjustino | 8  |
| Total                   | 22 |

#### Liga Santafesina de Fútbol
| #   | Torneo            | Local      | Resultado | Visitante  | Suceso/Información                                                                                            |
| --- | ----------------- | ---------- | --------- | ---------- | --- |
| 1   | Preparación 1937  | Sanjustino | 2-1       | Colón      | Primer partido en la Liga Santafesina                                                                         |
| 2   | Oficial 1937      | Sanjustino | 3-0       | Colón      | |
| 3   | Oficial 1955      | Colón      | 3-2       | Sanjustino | |
| 4   | Oficial 1955      | Sanjustino | 0-1       | Colón      | |
| 5   | Oficial 1956      | Colón      | 1-0       | Sanjustino | |
| -   | Oficial 1956      | Sanjustino | -         | Colón      | El torneo fue suspendido antes de jugarse el partido.                                                         |
| 6   | Oficial 1957      | Colón      | 2-1       | Sanjustino | |
| 7   | Oficial 1957      | Sanjustino | 2-2       | Colón      | El partido fue suspendido por problemas en la hinchada de Sanjustino y el tribunal le dio por ganado a Colón. |
| 8   | Oficial 1958      | Colón      | 1-4       | Sanjustino | |
| 9   | Oficial 1958      | Sanjustino | 1-1       | Colón      | |
| 10  | Oficial 1959      | Colón      | 1-2       | Sanjustino | |
| 11  | Oficial 1959      | Sanjustino | 1-1       | Colón      | |
| 12  | Oficial 1960      | Sanjustino | 0-0       | Colón      | |
| 13  | Oficial 1960      | Colón      | 0-2       | Sanjustino | |
| 14  | Oficial 1961      | Sanjustino | 2-1       | Colón      | |
| 15  | Oficial 1961      | Colón      | 0-1       | Sanjustino | |
| 16  | Oficial 1962      | Colón      | 3-2       | Sanjustino | El tribunal de disciplina se lo dio por ganado a Sanjustino por mala inclusión de un jugador de Colón         |
| 17  | Oficial 1962      | Sanjustino | 2-1       | Colón      | |
| 18  | Oficial 1963      | Colón      | 0-0       | Sanjustino | |
| 19  | Oficial 1963      | Sanjustino | 0-0       | Colón      | |
| 20  | Oficial 1964      | Sanjustino | 0-0       | Colón      | |
| 21  | Oficial 1964      | Colón      | 0-2       | Sanjustino | |
| 22  | Oficial 1965      | Colón      | 2-2       | Sanjustino | |
| 23  | Oficial 1965      | Sanjustino | 0-0       | Colón      | |
| 24  | Oficial 1966      | Sanjustino | 0-0       | Colón      | |
| 25  | Oficial 1966      | Colón      | 0-3       | Sanjustino | |
| 26  | Oficial 1967      | Sanjustino | -         | Colón      | Interzonal del Clásificatorio                                                                                 |
| 27  | Oficial 1967      | Colón      | -         | Sanjustino | Interzonal del Clásificatorio                                                                                 |
| 28  | Oficial 1972      | Colón      | 4-0       | Sanjustino | |
| 29  | Oficial 1972      | Sanjustino | 0-2       | Colón      | |
| 30  | Oficial 1973      | Sanjustino | 0-1       | Colón      | |
| 31  | Oficial 1973      | Colón      | 0-1       | Sanjustino | |
| 32  | Oficial 1974      | Sanjustino | 1-2       | Colón      | |
| 33  | Oficial 1974      | Colón      | 2-1       | Sanjustino | |
| 34  | Petit Torneo 1974 | Colón      | 1-0       | Sanjustino | |
| 35  | Oficial 1975      | Sanjustino | 1-2       | Colón      | |
| 36  | Oficial 1975      | Colón      | 1-0       | Sanjustino | |
| 37  | Oficial 1976      | Colón      | 2-2       | Sanjustino | |
| 38  | Oficial 1976      | Sanjustino | 1-0       | Colón      | |
| 39  | Petit Torneo 1976 | Colón      | 0-1       | Sanjustino | |
| 40  | Oficial 1977      | Sanjustino | 2-1       | Colón      | Interzonal del Clásificatorio                                                                                 |
| 41  | Oficial 1977      | Colón      | 0-0       | Sanjustino | Interzonal del Clásificatorio                                                                                 |
| 42  | Oficial 1977      | Sanjustino | 2-2       | Colón      | |
| 43  | Oficial 1977      | Colón      | 2-1       | Sanjustino | |
| 44  | Oficial 1978      | Colón      | 1-1       | Sanjustino | |
| 45  | Oficial 1978      | Sanjustino | 0-1       | Colón      | |
| 46  | Oficial 1979      | Colón      | 2-0       | Sanjustino | |
| 47  | Oficial 1979      | Sanjustino | 1-2       | Colón      | |
| 48  | Oficial 1980      | Colón      | 0-1       | Sanjustino | |
| 49  | Oficial 1980      | Sanjustino | 1-2       | Colón      | |
| 50  | Oficial 1980      | Sanjustino | 1-0       | Colón      | |
| 51  | Oficial 1981      |            |           |            | |
| 52  | Oficial 1981      |            |           |            | |
| 53  | Oficial 1982      |            |           |            | |
| 54  | Oficial 1982      |            |           |            | |
| 55  | Oficial 1983      |            |           |            | |
| 56  | Oficial 1983      |            |           |            | |
| 57  | Oficial 1984      |            |           |            | |
| 58  | Oficial 1984      | Sanjustino | 2-1       | Colón      | |
| 59  | Oficial 1985      | Sanjustino | 0-1       | Colón      | |
| 60  | Oficial 1985      | Colón      | 0-0       | Sanjustino | |
| 61  | Oficial 1986      | Sanjustino | 1-4       | Colón      | |
| 62  | Oficial 1986      | Colón      | 1-0       | Sanjustino | |
| 63  | Oficial 1986      | Colón      | 4-0       | Sanjustino | |
| 64  | Oficial 1986      | Sanjustino | 0-1       | Colón      | |
| 65  | Oficial 1987      | Sanjustino | 0-0       | Colón      | |
| 66  | Oficial 1987      | Colón      | 0-0       | Sanjustino | |
| 67  | Oficial 1987      | Sanjustino | 1-0       | Colón      | |
| 68  | Oficial 1987      | Colón      | 1-0       | Sanjustino | |
| 69  | Oficial 1988      | Colón      | 3-1       | Sanjustino | Colón hizo local en el estadio de Sanjustino                                                                  |
| 70  | Oficial 1988      | Sanjustino | 1-0       | Colón      | |
| 71  | Oficial 1988      | Sanjustino | 1-0       | Colón      | |
| 72  | Oficial 1988      | Colón      | 3-2       | Sanjustino | |
| 73  | Oficial 1989      | Colón      | 0-0       | Sanjustino | |
| 74  | Oficial 1989      | Sanjustino | 2-2       | Colón      | |
| 75  | Apertura 1997     | Colón      | 5-1       | Sanjustino | |
| 76  | Clausura 1997     | Sanjustino | 2-1       | Colón      | |
| 77  | Apertura 1998     | Sanjustino | 1-1       | Colón      | |
| 78  | Clausura 1998     | Colón      | 1-2       | Sanjustino | |
| 79  | Apertura 1999     | Sanjustino | 2-0       | Colón      | |
| 80  | Clausura 1999     | Colón      | 1-1       | Sanjustino | |
| 81  | Apertura 2000     | Sanjustino | 1-1       | Colón      | |
| 82  | Clausura 2000     | Colón      | 1-2       | Sanjustino | |
| 83  | Apertura 2001     | Sanjustino | 1-3       | Colón      | El tribunal de disciplinas le dio el partido por ganado a Sanjustino 1-0                                      |
| 84  | Clausura 2001     | Colón      | 4-5       | Sanjustino | |
| 85  | Oficial 2002      | Colón      | 4-1       | Sanjustino | |
| 86  | Oficial 2002      | Sanjustino | 1-3       | Colón      | |
| 87  | Apertura 2003     | Sanjustino | 1-1       | Colón      | |
| 88  | Clausura 2003     | Colón      | 1-2       | Sanjustino | |
| 89  | Apertura 2004     | Sanjustino | 2-2       | Colón      | |
| 90  | Clausura 2004     | Colón      | 3-2       | Sanjustino | |
| 91  | Apertura 2005     | Sanjustino | 0-2       | Colón      | |
| 92  | Clausura 2005     | Colón      | 0-1       | Sanjustino | |
| 93  | Apertura 2006     | Sanjustino | 0-2       | Colón      | |
| 94  | Clausura 2006     | Colón      | 2-0       | Sanjustino | |
| 95  | Apertura 2007     | Sanjustino | 0-1       | Colón      | |
| 96  | Clausura 2007     | Colón      | 0-3       | Sanjustino | |
| 97  | Apertura 2008     | Colón      | 1-0       | Sanjustino | |
| 98  | Clausura 2008     | Sanjustino | 7-3       | Colón      | |
| 99  | Apertura 2009     | Sanjustino | 0-1       | Colón      | |
| 100 | Clausura 2009     | Colón      | 2-2       | Sanjustino | |
| 101 | Apertura 2010     | Colón      | 2-1       | Sanjustino | |
| 102 | Clausura 2010     | Sanjustino | 1-0       | Colón      | |
| 103 | Apertura 2011     | Sanjustino | 0-2       | Colón      | |
| 104 | Clausura 2011     | Colón      | 2-0       | Sanjustino | |
| 105 | Apertura 2012     | Sanjustino | 1-0       | Colón      | |
| 106 | Clausura 2012     | Colón      | 4-2       | Sanjustino | |
| 107 | Apertura 2013     | Sanjustino | 1-1       | Colón      | |
| 108 | Clausura 2013     | Colón      | 0-1       | Sanjustino | |
| 109 | Apertura 2014     | Sanjustino | 4-0       | Colón      | |
| 110 | Clausura 2014     | Colón      | 4-1       | Sanjustino | |
| 111 | Apertura 2015     | Colón      | 3-0       | Sanjustino | |
| 112 | Clausura 2015     | Sanjustino | 2-1       | Colón      | |
| 113 | Apertura 2016     | Sanjustino | 1-3       | Colón      | |
| 114 | Clausura 2016     | Colón      | 0-0       | Sanjustino | |
| 115 | Apertura 2017     | Colón      | 0-2       | Sanjustino | |
| 116 | Clausura 2017     | Sanjustino | 0-0       | Colón      | |
| 117 | Apertura 2018     | Sanjustino | 0-4       | Colón      | |
| 118 | Clausura 2018     | Colón      | 2-4       | Sanjustino | |
| 119 | Apertura 2019     | Colón      | 4-0       | Sanjustino | |
| 120 | Clausura 2019     | Sanjustino | 0-0       | Colón      | |
| 121 | Campeonato 2021   | Colón      | 1-0       | Sanjustino | |
| 122 | Apertura 2022     | Sanjustino | 0-2       | Colón      | |
| 123 | Clausura 2022     | Colón      | 1-0       | Sanjustino | |
| 124 | Apertura 2023     | Colón      | 3-2       | Sanjustino | |
| 125 | Clausura 2023     | Sanjustino | 0-1       | Colón      | |
| 126 | Apertura 2024     | Colón      | 0-1       | Sanjustino | |
| 127 | Clausura 2024     | Sanjustino | 2-0       | Colón      | |
| 128 | Clausura 2024     | Sanjustino | 0-0       | Colón      | Partido por los cuartos de final, avanzó Colón de ronda, tras ganar por penales 4 a 2.                        |
| 129 | Apertura 2025     | Colón      | 1-3       | Sanjustino | |

Resumén de partidos por la Liga Santafesina de Fútbol
| Victorias de Colón      | 50  |
| Empates                 | 29  |
| Victorias de Sanjustino | 41  |
| Sin datos               | 9   |
| Total                   | 119 |

#### Federación Santafesina de Fútbol
| # | Edición            | Instancia                     | Local      | Resultado    | Visitante  | Goles (L) | Goles (V)                    |
| - | ------------------ | ----------------------------- | ---------- | ------------ | ---------- | --------- | ---------------------------- |
| 1 | Copa Santa Fe 2016 | Ida (Clasificación previa)    | Sanjustino | 0-1          | Colón      |           | Lionel Pionetti (90')        |
| 2 | Copa Santa Fe 2016 | Vuelta (Clasificación previa) | Colón      | 0-1 (4-3 p.) | Sanjustino |           | Maximiliano Benítez (p. 88') |

Resumén de partidos por la Federación Santafesina de Fútbol
| Victorias de Colón      | 1 |
| Empates                 | 0 |
| Victorias de Sanjustino | 1 |
| Total                   | 2 |

#### Consejo Federal AFA
| # | Edición                                 | Instancia                      | Local      | Resultado | Visitante  | Goles (L)                                              | Goles (V)                                       |
| - | --------------------------------------- | ------------------------------ | ---------- | --------- | ---------- | ------------------------------------------------------ | ----------------------------------------------- |
| 1 | Torneo del Interior 2007                | 1.ª (Zona 10)                  | Colón      | 2-2       | Sanjustino | Mauricio Vigetti, Darío Hozgan                         | Leandro Lovato (x2)                             |
| 2 | Torneo del Interior 2007                | 4.ª (Zona 10)                  | Sanjustino | 2-0       | Colón      | Carlos Pereyra, Paolo Lobato                           |                                                 |
| 3 | Torneo Federal C 2016                   | 1.ª (Zona 67)                  | Colón      | 2-0       | Sanjustino | Wilfredo Moyano (4'), Lionel Pianetti (20')            |                                                 |
| 4 | Torneo Federal C 2016                   | 4.ª (Zona 67)                  | Sanjustino | 0-0       | Colón      |                                                        |                                                 |
| 5 | Torneo Federal C 2018                   | 3.ª (Zona 9 Litoral Sur)       | Sanjustino | 0-0       | Colón      |                                                        |                                                 |
| 6 | Torneo Federal C 2018                   | 6.ª (Zona 9 Litoral Sur)       | Colón      | 0-2       | Sanjustino |                                                        | Gabriel Villafañe (14'), Jonatan Tarquini (41') |
| 7 | Torneo Regional Federal Amateur 2024-25 | Ida (3ra Ronda Litoral Sur)    | Sanjustino | 0-2       | Colón      | Lautaro Larrazábal (p. 16') y Claudio Albarrasin (55') |                                                 |
| 8 | Torneo Regional Federal Amateur 2024-25 | Vuelta (3ra Ronda Litoral Sur) | Colón      | 1-1       | Sanjustino | Lautaro Larrazábal (p. 66')                            | Matías Ayala Vera (p. 30')                      |

Resumén de partidos por el Consejo Federal
| Victorias de Colón      | 2 |
| Empates                 | 4 |
| Victorias de Sanjustino | 2 |
| Total                   | 8 |